# Senhit (cantante)
Senhit Zadik Zadik (Bolonia, Italia, 1 de octubre de 1979), más conocida como Senhit (anteriormente Senit), es una cantante italiana de ascendencia eritrea que representó a San Marino en Eurovisión 2011 y fue la elegida por San Marino RTV para representar al país en 2020. Además, fue seleccionada nuevamente en 2021, tras la cancelación del primero por la pandemia de COVID-19.

## Biografía
Nació y creció en Bolonia, Italia, hija de padres eritreos. Empezó su carrera en el extranjero. Actuó en musicales como Fama, El Rey León y Hair en Austria, Suiza y Alemania.
En 2002 volvió a Italia y alcanzó la fama en la música italiana lanzando su primer álbum, Senhit en 2006 y el segundo Un tesoro è necessariamente nascosto en 2007. En 2009 publicó su tercer álbum, So high completamente en inglés con tres sencillos, Work Hard, No More y Party on the Dance Floor.

### Festival de la Canción de Eurovisión 2011
Senhit fue elegida el 2 de febrero de 2011 como la representante de San Marino en el Festival de la Canción de Eurovisión 2011, que se celebró entre el 10 y el 14 de mayo en Düsseldorf, Alemania.
Senhit fue la segunda artista en representar a San Marino en el Festival de Eurovisión, tres años después del debut del país en el Festival. Senit no consiguió superar la primera semifinal, ya que quedó en 16º lugar con 34 puntos, habiendo sido última en el televoto. Aun así, cabe destacar que obtuvo el apoyo del jurado, que la había colocado en 7º lugar.

### Tras el Festival de Eurovisión 2011
El 22 de junio de 2011, lanzó el sencillo Through The Rain. Luego, en abril de 2012, sacó la canción AOK en los Estados Unidos. Además, en 2014, fue invitada habitualmente al show dominical Domenica Live, donde anunció que su nombre pasaría a ser Senhit para marcar el punto de partida de un nuevo capítulo en su carrera artística.

### Festival de la Canción de Eurovisión 2020 y 2021
Nueve años después de haber participado en el festival musical europeo, Senhit fue nuevamente elegida el 6 de marzo de 2020 como la representante de San Marino en el Festival de la Canción de Eurovisión 2020. Esta edición se iba a celebrar entre el 12 y el 16 de mayo en Róterdam, Países Bajos. Para ello, el país puso en marcha la Digital Battle Eurovision, una votación en línea para elegir el tema que defendería la cantante en el festival europeo, siendo las opciones «Freaky!» y «Obsessed». Finalmente, la primera fue la seleccionada por el 51,6% de los votos. Sin embargo, el festival fue cancelado debido a la pandemia de COVID-19. Así, la radiodifusora pública sanmarinense seleccionó a la artista para representar al país en el certamen de 2021, esta vez con el tema «Adrenalina», el cual también cuenta con una versión junto al rapero estadounidense Flo Rida.En este caso, la artista consiguió clasificarse a la final. 

## Discografía

### Álbumes de estudio
- 2006 - Senit
- 2007 - Un tesoro è necessariamente nascosto
- 2009 - So High

### Sencillos
- 2005 – "La mia città è cambiata"
- 2005 – "La cosa giusta"
- 2005 – "In mio potere"
- 2007 – "La faccia che ho"
- 2007 – "Io non dormo"
- 2009 – "Work Hard"
- 2009 – "No More"
- 2010 – "Party on the Dance Floor"
- 2011 - "Stand By" (canción con la que representó a San Marino en el Festival de la Canción de Eurovisión 2011)
- 2011 - "Through the rain"
- 2013 - "One Stop Shop"
- 2017 - "Something on your mind"
- 2019 - 'Un Bel Niente'
- 2020 - "Obsessed"
- 2020 - "Freaky!" (canción con la que iba a representar a San Marino en el Festival de la Canción de Eurovisión 2020)

- 2021 - "Adrenalina" (canción con la que representó a San Marino en el Festival de la Canción de Eurovisión 2021)